# Волк-Карачевський Денис Сергійович
Денис Сергійович Волк-Карачевський (нар. 24 серпня 1979, Ялта) — український футболіст, що грав на позиції захисника. Відомий за виступами в українських футбольних клубах різних ліг, у тому числі у складі сімферопольської «Таврії» у вищій українській лізі.

## Клубна кар'єра
Денис Волк-Карачевський розпочав виступи в професійних клубах на початку 1997 року в команді другої ліги «Динамо» з Сак. На початку сезону 1997—1998 років футболіст отримав запрошення до команди вищої української ліги «Таврія» з Сімферополя. У команді Волк-Карачевський грав протягом півтора року, за які провів 9 матчів чемпіонату України та 1 матч у Кубку України. На початку 1999 року футболіст на короткий час повернувся до свого рідного міста, де грав за аматорську команду «Чорноморець». У сезоні 1999—2000 Денис Волк-Карачевський розпочав виступи в аматорській команді «Сокіл» із Золочева. Наступний сезон команда розпочала вже у другій лізі, а за підсумками сезону 2001—2002 років здобула путівку до першої ліги. у першій лізі у складі золочівської команди Волк-Карачевський провів один сезон. за який зіграв 18 матчів. а ще один матч він зіграв у складі друголігового фарм-клубу золочівців «Десна». У сезоні 2003—2004 років футболіст грав у складі команди другої ліги «Електрометалург-НЗФ», а в сезоні 2004—2005 у складі іншої друголігової команди «Кримтеплиця». У другій половині 2005 року Волк-Карачевський грав у складі команди другої ліги ПФК «Олександрія», а 2006 рік провів у складі також друголігової команди «Енергія» з Южноукраїнська. У 2007 році Денис Волк-Карачевський грав у складі іншої команди другої ліги «Гірник» з Кривого Рога. Надалі футболіст грав лише в аматорських командах, найвідомішими з яких є «Мир» (Горностаївка), «Кристал» (Херсон) та «Електрометалург-НЗФ». З 2012 року футболіст вдруге за кар'єру грав у аматорській команді зі свого рідного міста «Чорноморець», продовжував виступи у фейковому «чемпіонаті Криму» після незаконної окупації російськими військами до 2016 року.